# Villa Lazzaroni

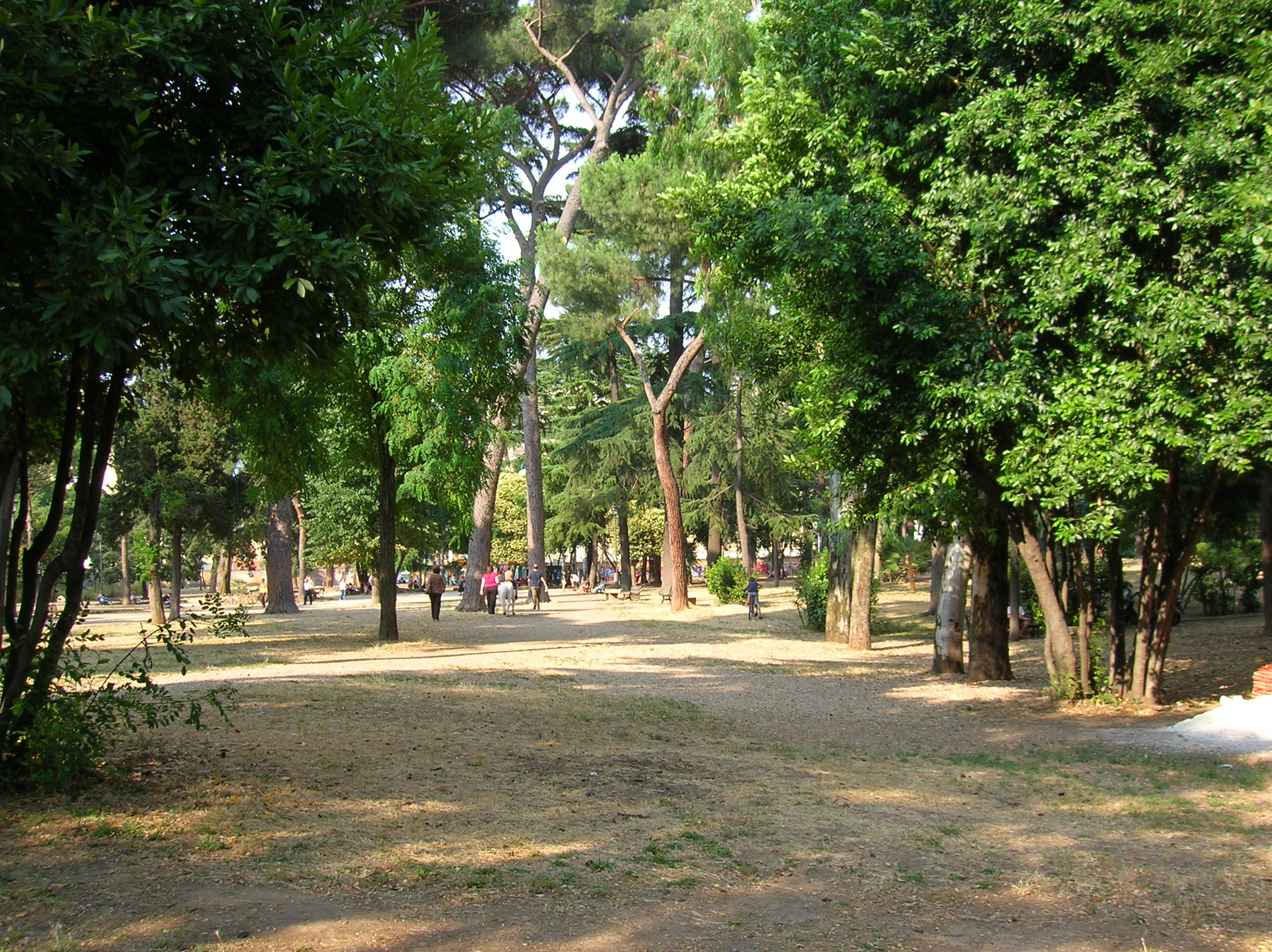
Il parco

Villa Lazzaroni è un parco nella città di Roma. Si trova nel quartiere Appio-Latino e più precisamente nella zona denominata L'Alberone, nel territorio del Municipio Roma VII.